# Blepisanis basirufipennis
Blepisanis basirufipennis är en skalbaggsart som först beskrevs av Stefan von Breuning 1954.  Blepisanis basirufipennis ingår i släktet Blepisanis och familjen långhorningar. Inga underarter finns listade.